# Guillermo Enrique de Gloucester
Guillermo Enrique de Gloucester (en inglés: William Henry; Londres, 25 de noviembre de 1743-25 de agosto de 1805) fue el quinto de los nueve hijos de Federico Luis de Hannover, príncipe de Gales, y de Augusta de Sajonia-Gotha.

## Biografía
Once días después de su nacimiento, en Leicester House, le fue administrado el bautismo. Fueron sus padrinos su tío paterno por matrimonio, el príncipe de Orange, su tío paterno, el duque de Cumberland, y su tía la princesa Amelia de Gran Bretaña.
Fue ordenado duque de Gloucester y de Edimburgo y conde de Connaught en 1764 por su hermano mayor, el rey Jorge III del Reino Unido. Poco después comenzó su carrera militar.
El duque es recordado por su matrimonio secreto, realizado en Pall Mall (Londres), el 6 de septiembre de 1766, con María Walpole, condesa viuda de Waldegrave y nieta ilegítima del primer ministro Sir Robert Walpole. 
Del matrimonio nacieron tres hijos:
- Sofía Matilde (29 de mayo de 1773 - 29 de noviembre de 1844),

- Carolina Augusta María (24 de junio de 1774 - 14 de marzo de 1775),

- Guillermo Federico (15 de enero de 1776 - 30 de noviembre de 1834), duque de Gloucester y de Edimburgo y conde de Connaught al suceder a su padre; casado con su prima María del Reino Unido, hija del rey Jorge III del Reino Unido.

Este casamiento, así como el de su hermano menor, el duque de Cumberland, fueron los detonantes para que se promulgara el Acta de Matrimonios Reales (1772), por la cual ningún miembro de la familia real podía casarse sin el consentimiento del rey.
Le fue conferido, como un título honorífico, el cargo de coronel del 13.er Regimiento de Pie, del 3.er Regimiento de Guardias a Pie y del 1.er Regimiento de Guardias a Pie. Además, fue designado Mariscal de Campo el 17 de octubre de 1793.
Murió en Gloucester House, Londres, el 25 de agosto de 1805, a los 61 años de edad.
Tuvo una hija ilegítima con Almeria Carpenter, hija del conde de Tyrconnell: Luisa María La Coast (6 de enero de 1782 - m. 10 de febrero de 1835), casada con Godofredo Bosvile Macdonald, 11.º Baronet (en Nueva Escocia), 3.er Barón Macdonald de Sleat (en Irlanda), y 18.º Jefe del Clan Macdonald.

## Títulos y órdenes

### Títulos
| ● 26 de noviembre de 1743-19 de noviembre de 1764: | Su alteza real el príncipe Guillermo                                  |
| ● 19 de noviembre de 1764-25 de agosto de 1805:    | Su alteza real el príncipe Guillermo, duque de Gloucester y Edimburgo |

### Órdenes
- 27 de mayo de 1762: Caballero de la Orden de la Jarretera.